# Петсарат
Принц Петсарат Ратанавон (лаос. ເຈົ້າເພັດຊະລາດ ລັດຕະນະວົງ; 19 января 1890, Луангпхабанг — 14 октября 1959, там же) — лаосский политический деятель, член королевской семьи Лаоса. Он был лидером движения за независимость Лаоса в период французского господства, премьер-министром страны с 1942 по 1945 год в условиях фактической японско-тайской оккупации и с 1957 года до своей смерти первым и последним в истории упахатом (вице-королём) Королевства Лаос.

## Происхождение и детство
Петсарат был вторым сыном принца Бун Конга, упахата королевства Луангпхабанг, которое до 1893 года считалось вассалом Сиама, а затем перешло под французский протекторат. Его родным братом был Суванна Фума, сводными братьями — Суваннаратх и Суфанувонг. Начальное образование он получил при дворе в Луангпхабанге, с 1904 года учился во французском лицее Шасселу-Лоба в Сайгоне. Будучи членом лаосской королевской семьи, он смог в 1905 году продолжить обучение во Франции, сначала в лицее Монтень, а затем в так называемой Колониальной школе, где готовили высших чиновников для французской колониальной службы. Он также провёл год в Оксфорде.

## Служба в колониальной администрации и в качестве вице-короля Луангпхабанга
После своего возвращения в Лаос в 1913 году он женился на принцессе Нинь Кхам Венне и первоначально работал переводчиком у своего отца, затем занимал различные должности в администрации французского Индокитая и протектората Лаос: в 1914 году стал клерком в канцелярии французского губернатора во Вьентьяне, два года спустя стал помощником секретаря губернатора; В 1919 году получил звание Сомдет Чао Ратсапхакинай, которым обладал и его отец, делавшее его одним из самых влиятельных людей в колонии, в том же стал «директором» Лаоса при французской администрации; одновременно с этим до 1930 года состоял членом Верховного совета Индокитая и в 1932—1937 годах — членом Экономического совета. В 1923 году он был также начальником штаба по политическим и административным делам коренных народов Лаоса. Эта должность позволила ему принимать на государственную службу как можно большее число лаосцев, с тем чтобы ограничить влияние вьетнамцев, занимавших в то время доминирующее положение в Индокитае. Он также способствовал развитию традиционной культуры и искусства, стремясь пробудить интерес к укреплению национальной идентичности лаосцев в пределах по крайней мере национальных элит. Его крепкие позиции в колониальной администрации сделали его наиболее могущественным лаосцем своего времени, даже более влиятельным, чем король Сисаванг Вонг, которому французы оставили фактически лишь представительские функции. Не унаследовав после смерти своего отца титула упарата, он, тем не менее, обладал большим авторитетом и популярностью, получив прозвище «король Вьентьяна».
Известно, что Петсарат установил систему чинов и званий в гражданской службе, правила продвижения по службе и установления пенсии, а также создал лаосскую консультативную ассамблею, реорганизовав консультативный совет короля. Петсарат также реорганизовал административное устройство буддийского духовенства и создал систему школ для обучения монахов на языке пали. Он создал Институт права и администрации для подготовки офицеров начального уровня (саминов), которые затем продвигались вверх по лестнице, последовательно получая новые ранги. Он установил правила для вознаграждения, переназначения и поощрения достойных государственных служащих и создал судебную систему, в том числе гражданский и уголовный кодексы колониального Лаоса. По его указу его личный секретарь Сила Виравонг собирал древние лаосские тексты для библиотеки пагоды Ват Чан, многие из которых впоследствии были обнаружены в Национальной библиотеке Бангкока. Несмотря на усилия принца, число лаосцев, интегрировавшихся в систему французского колониального управления, оставалось не слишком значительным. Так, по состоянию на 1937 год только 54 % из 286 штатных должностей в администрации провинции Луангпхабанг было занято этническими лаосцами.

## Вторая мировая война
Титул упахата, отменённый после смерти его отца в 1920 году, был в 1941 году вновь введён специально для Петсарата. В это время колониальная власть в связи с поражением Франции от Германии в ходе Второй мировой войны была в значительной степени ослаблена и дезориентирована. Правительство Виши было вынуждено дать своё согласие на размещение и широкую деятельность во Французском Индокитае значительно превосходивших французов по силе японских войск, что де-факто являлось оккупацией страны при формальном признании сохранения над ней французского суверенитета. Большую роль сыграла также франко-тайская война, по итогам которой французы под давлением японцев были вынуждены в 1941 году передать Таиланду значительную часть Лаоса; во многом именно по этой причине, дабы сохранить лояльность оставшихся под их властью лаосцев, французы и пошли им на большие уступки.
В попытках противостоять японской и тайской пропаганде вишистские власти стали поддерживать развитие лаосской культуры, способствуя концентрации лаосской интеллигенции вокруг ассоциации Лао Нхай. Шарль Роше, занимавший во Вьентьяне пост руководителя развития образования, был особенно активен в этом направлении, но в итоге вступил в конфликт с Петсаратом, когда предложил ввести в Лаосе в качестве письменности куокнгы. Для Петсарата культурная и религиозная самобытность лаосцев была неотделима от национальной письменности, поэтому Роше пришлось отказаться от своей идеи.
Лаосские националисты воспользовались наступившей слабостью французского колониального режима. В 1942 году король в первый раз созвал правительство Лаоса с принцем Петсаратом в качестве премьер-министра. В отличие от бывшего наследного принца, а позже короля Саванга Ватханы, продолжавшего сохранять верность французам, Петсарат стремился к сотрудничеству с японцами, подготовив вместе с ними в апреле 1945 года переворот, формально превративший Лаос из марионеточного государства в независимое, когда японцы вынудили короля объявить о независимости страны. По настоянию японцев Петсарат при этом остался премьер-министром страны.

## Движение за независимость
Петсарат был также — вместе со своими братьями Суванной Фумой и Суфанувонгом — одним из лидеров лаосского национально-освободительного движения под названием Лао Иссара. 14 августа 1945 года Япония формально капитулировала, после чего часть Лаоса была занята китайскими войсками, которым Союзники поручили разоружать японцев; в самой стране царил хаос. Во Вьентьяне вокруг Петсарата к этому времени сложилась группа сторонников независимости, в которую входили многие лаосские аристократы и видные деятели. 27 августа захватили власть во Вьентьяне и заставили уходивших японцев передавать им оружие, рассчитывая на то, что США поддержат создание независимого и единого Лаоса и воспрепятствуют возвращению французов. Принц Петсарат разорвал отношения с королём, который стремился к возвращению под французское покровительство, в то время как представители движения Лао Иссара стремились к полной независимости и единству страны. Против них выступили не только сам король, но и принц Вонг Оум, правивший королевством Тямпасак на юге страны, чья поддержка сделала возможным возвращение французов.
Первые французские колониальные войска оказались в Лаосе уже 2 сентября 1945 года, и их командир, полковник Имфе, первым делом потребовал от короля отправить Петсарата в отставку. Последний в это время вёл переговоры с находившимся во Вьетнаме Суфанувонгом, который в то время сотрудничал с Хо Ши Мином: Суфанувонг проинформировал брата о своём плане создать совместно с Вьетминем единый «индокитайский блок» для борьбы против колониализма, однако Петсарат, не доверявший вьетнамцам, отказался к нему присоединиться. 8 октября 1945 года Суфанувонг создал в Тхакхэке Лаосскую освободительную армию, тогда как Лао Иссара оставалась под контролем Петсарата. 10 октября 1945 года король объявил об отставке Петсарата, в ответ на что Петсарат, до которого дошли сведения об этом, и его сторонники сформировали 12 октября 1945 года временный «народный совет», провозгласивший независимость и единство Лаоса (khana kammakan ratsadon).
В состав 10 членов этого совета вошли в том числе два брата Петсарата, Суванна Фума и Суфанувонг. 20 октября 1945 года Петсарат был провозглашён лидером независимого лаосского государства (Патет Лао) этим советом, объявившим одновременно о свержении короля. В это же время в соответствии с договорённостями, достигнутыми на Потсдамской конференции, на территорию Лаоса начали наступление китайские войска, которым частично удалось вытеснить французов, стремившихся к восстановлению контроля над Лаосом.
Стремясь ускорить обретение своей страной независимости, Петсарат, несмотря на японское и затем китайское военное давление, по всей видимости, всё же не имел радикальных антифранцузских настроений. Так, известно, что он запретил своим сторонникам во Вьентьяне сбросить в Меконг статую Огюста Пави. В первую очередь он не хотел того, чтобы контроль Франции над Лаосом был заменён контролем какой-либо другой страны, что выразил шуткой: «Я слишком стар, чтобы учить китайский или английский». Главной своей целью Петсарат видел донести до Франции, что времена изменились.

## Изгнание
В марте 1946 года французы и китайцы заключили мирное соглашение, после чего Франция смогла вернуться к продолжению оккупации Лаоса, в скором времени заняв Вьентьян. К маю 1946 года весь Лаос снова оказался под их контролем. Руководство Лао Исара во главе с принцем Петсаратом ещё 24 апреля было вынуждено бежать в Таиланд, где они сформировали эмигрантское правительство под покровительством тамошнего премьер-министра Приди Паномионга. Незадолго до своего бегства сторонники независимости встречались с королём Сисаваном Вонгом, который согласился вернуться на престол единого Лаоса. После фактического падения правительства Лао Иссара король издал указ об объявлении недействительными всех законов, принятых в стране с 4 апреля 1945 года.
Лаосские изгнанники в Бангкоке не были единой политической силой, а представляли собой разношёрстную группу, включающую коммунистов и антикоммунистов. После создания французами единого Королевства Лаос, которому было позволено стать автономным членом Французского Союза, различные радикальные лаосские формирования, в том числе принц Суфанувонг, совместно с вьетнамским Вьетминем и камбоджийской Кхмер Иссарак приняли участие в Индокитайской войне против французов и правительства Королевства Лаос. Из их отрядов возникло прокоммунистическое движение Патет Лао. Представители умеренного крыла Лао Иссара, такие как принц Суванна, однако, искали примирения с королём, дистанцировавшись от Петсарата в 1949 году. 25 октября 1949 года имели место их переговоры с Францией и Королевством Лаос, на которых сторонникам независимости была предложена амнистия в обмен на самороспуск правительства в изгнании; эти переговоры подверглись осуждению со стороны Петсарата. 9 ноября 1949 года члены правительства в изгнании, в том числе Суванна Фума, возвратились во Вьентьян. Суфанувонг, который был уволен со своего поста в правительстве незадолго до его самороспуска, отказался, однако, прекратить борьбу. Петсарат же формально прекратил политическую деятельность, но остался в изгнании в Бангкоке и стоял «между двух стульев».
Одной из причин того, почему Петсарат разошёлся с другими членами правительства в изгнании в своих взглядах, считаются, помимо политических, также личные мотивы: Петсарат был оскорблён тем, что король 10 октября 1945 года отправил его в отставку, и ещё больше тем, что конституция Французского Лаоса, принята 15 декабря 1946 года, не предполагала существования титула вице-короля. От приглашения, поступившего от Суфанувонга и Хо Ши Мина, стать лидером нового оппозиционного правительства Патет Лао, сформированного при поддержке Северного Вьетнама, Петсарат в 1951 году отказался, что, возможно, было связано с его давней неприязнью к вьетнамцам.

## Возвращение и смерть
В Королевстве Лаос Петсарат был лишён всех своих титулов. Примирение с королём, которого он пытался свергнуть, не представлялось возможным. В августе 1950 года Суванувонг смог воссоздать Патет Лао при поддержке Вьетминя, причём сторонники независимости формально продолжали считать своим формальным лидером Петсарата, который, однако, фактически не играл никакой роли в стране, погружавшейся в хаос гражданской войны. В отсутствие Петсарата, тем не менее, в Лаосе не нашлось равного ему по харизме политика, который мог бы сыграть в текущих событиях такую же роль, как Сианук в Камбодже или Сукарно в Индонезии.
После подписания Женевских соглашений в 1954 году Королевство Лаос было признано полностью независимым государством. По итогам переговоров между королевским правительством и Патет Лао было сформировано коалиционное правительство, главной которого стал Суванна Фума и в которое вошли некоторые сторонники Суванувонга. Когда министр иностранных дел Пуи Сананиконе после Женевской конференции в 1954 году предложил Петсарату вернуться в Лаос, он стал настаивать на возвращении ему всех титулов и должностей, какие были у него по состоянию на 1945 год, и назначении его пожизненным премьер-министром. Эти требования были невыполнимы ввиду формирования в Лаосе в то время парламентской системы. В условиях нестабильности после поражения Франции в Индокитайской войне Петсарат предположительно был подстрекателем к попытке государственного переворота, предпринятой в мае курсантами военного училища, и убийству министра обороны Коу Воравонга в сентябре. Вероятно, он при этом пользовался поддержкой со стороны Таиланда.
Петсарат смог вернуться в Лаос в марте 1957 года, после более чем десятилетнего изгнания, в качестве почётного лидера Патет Лао по договорённости со своим братом Суванной Фумой. Он также снова получил свой титул упахата. С этим титулом он путешествовал по стране и призывал народы Лаоса к национальному единству, политике нейтралитета и интеграции Патет Лао в структуры нового государства. Но особого политического значения всё это не имело. Ему предложили поселиться в официальной правительственной резиденции во Вьентьяне, однако Петсарат отказался и предпочёл проживать вместе со своей тайской супругой на своей частной вилле Сиенг Кео в Луангпхабанге.
Петсарат также встретился с королём Сисаваном Вонгом и примирился с ним. Однако в октябре 1959 года у них случился новый конфликт, когда король постановил использовать его резиденцию во Вьентьяне для размещения премьер-министра, после чего имущества Петсарата было погружено на лодки и по реке доставлено в Луангпхабанг, что вызвало у Петсарата сильную обиду и стресс. Петсарат умер в больнице, несмотря на усилия французских врачей, от кровоизлияния в мозг 14 октября 1959 года в возрасте 69 лет, ровно за две недели до смерти короля Сисаванга Вонга.

## Наследие
В работах западных авторов принц Петсарат часто называется «отцом лаосского национализма» или «ключевой фигурой в развитии лаосского национализма». Они подчеркивают его важную и заметную роль в модернизации системы управления колониального Лаоса, а затем в антиколониальной освободительной борьбе. В истории Народной Демократической Республики Лаос, однако он играл довольно незначительную роль. Сводный брат Петсарата, лидер Патет Лао и будущий президент ДРЛ, принц Суфанувонг, с 1945 года являлся фактически единственным лидером национально-освободительного движения лаосского народа. Однако роль Петсарата как патриота оценивается положительно — особенно по сравнению с профранцузским королём Сисавангом Вонгом или «реакционером» Катаем Дум Сасоритом. Признаются также его заслуги в защите лаосского языка и культуры, что способствовало развитию национального самосознания лаосцев.

## В народной культуре
Образ принца Петсарата пользуется большой популярностью в народных легендах у многих лаосцев. Часто можно услышать рассказы о его якобы сверхъестественных способностях. Например, он, как говорят, мог становиться невидимым и превращаться в животных. По этой причине амулеты с изображением Петсарата используются многими суеверными лаосцами как талисманы.